# Cantone di La Canourgue
Il Cantone di La Canourgue è una divisione amministrativa dell'arrondissement di Mende e dell'arrondissement di Florac.
A seguito della riforma approvata con decreto del 25 febbraio 2014, che ha avuto attuazione dopo le elezioni dipartimentali del 2015, è passato da 6 a 14 comuni.

## Composizione
I 6 comuni facenti parte prima della riforma del 2014 erano:
- Banassac
- Canilhac
- La Canourgue
- Laval-du-Tarn
- Saint-Saturnin
- La Tieule

Dal 2015 i comuni appartenenti al cantone sono diventati 14, ridottisi poi ai seguenti 13 per effetto della fusione dei comuni di Banassac e Canilhac a formare il nuovo comune di Banassac-Canilhac.:
- Banassac-Canilhac
- La Canourgue
- Chanac
- Laval-du-Tarn
- La Malène
- Le Massegros
- Le Recoux
- Saint-Georges-de-Lévéjac
- Saint-Rome-de-Dolan
- Saint-Saturnin
- Sainte-Enimie
- La Tieule
- Les Vignes